# 오즈릭 텐타클즈

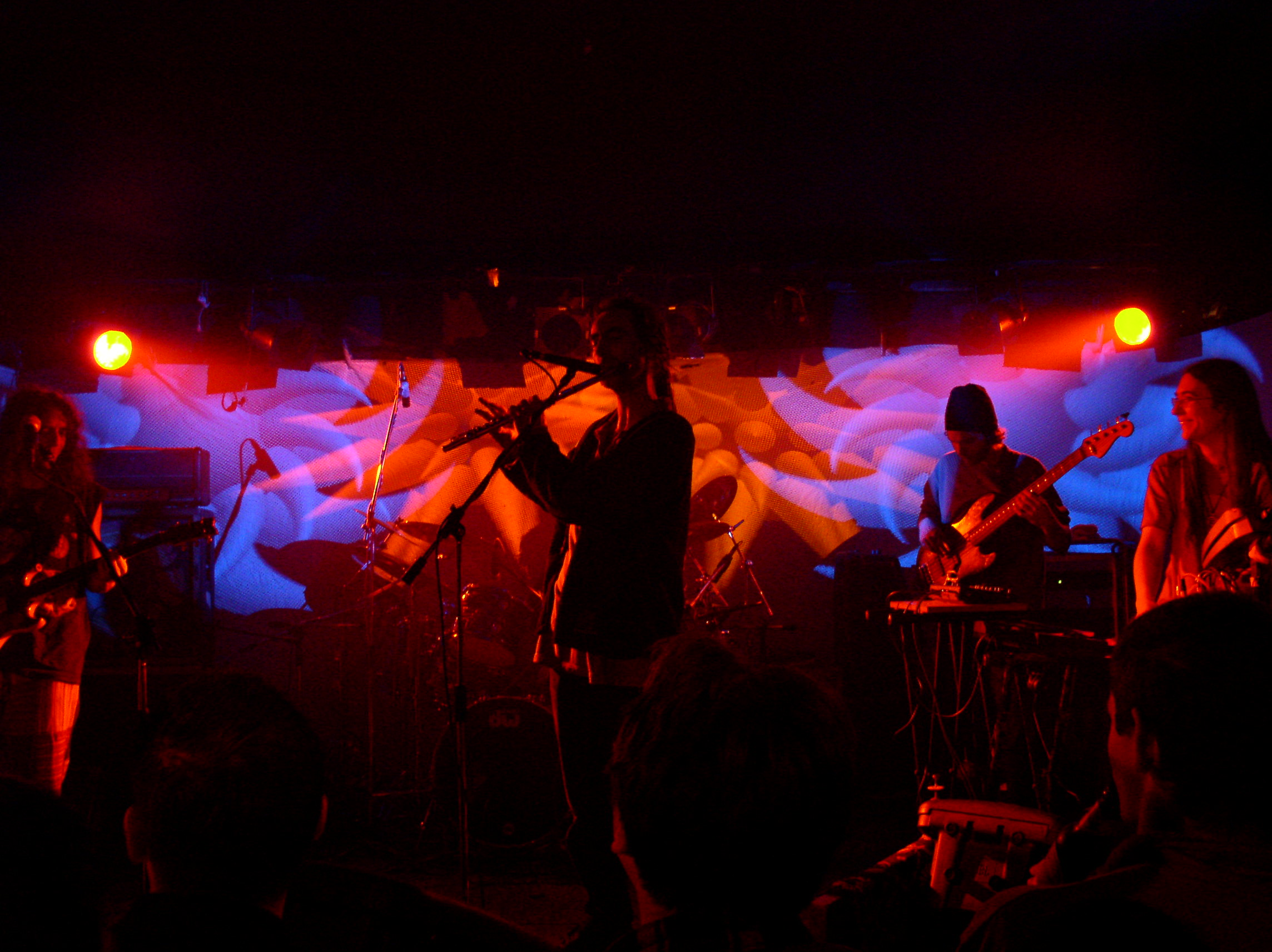

오즈릭 텐타클즈(Ozric Tentacles)는 1983년 서머싯 주에서 결성된 프로그레시브 록, 스페이스 록 밴드이다. 메이저 레이블과의 계약 없이 30년간 활동하면서 100만장 이상의 판매고를 올렸다. 오즈릭은 바이킹족의 이름으로 결정적 에너지라는 뜻을 가지고 있다 한다. 텐타클즈는 별 의미없이 붙인 이름이라고 한다.

## 역사
1983년 에드 와인과 롤리 와인 형제가 주축이 되어 결성되었다. 그들은 신서사이저, 기타, 샘플러를 조합해 싸이키델릭 사운드를 만들어냈다. 그들은 여러 축제에 주로 초청되어 연주했는데 초기엔 글래스톤베리 페스티벌 등의 구석에서 연주하거나 수작업으로 만든 테이프를 팔곤 했다.
89년에 자신들의 레이블인 도브테일 레코드를 설립해서 Pungent Effulgent를 공개한다. 다음 앨범 Erpland은 높은 평가를 받았으며 뒤이은 Strangetude에서는 싱글 Sploosh!가 인디차트 1위를 기록하기도 했다. Jurassic Shift는 앨범차트 20위 안에 들었으며 인디 차트에서는 1위까지 올라갔다.
밴드는 리더 에드 와인을 제외하고는 멤버가 무수히 바뀌었다. 거쳐간 멤버들 상당수는 잇 스태틱 Eat Static 이나 노덴스 익투스 Nodens Ictus 같은 유사한 사운드의 밴드를 만들기도 했다. 오즈릭의 원 드러머였던 닉 반 겔더는 이후 자미로콰이 의 드러머로 활동했다.
오즈릭은 공과 스티브 힐리지의 영향을 많이 받은 부유감 넘치는 싸이키델릭 사운드를 들려주며 베이스와 키보드의 질주 위에 기타가 넘나드는 형태로 연주한다. 종종 펑크, 재즈 퓨전, 덥 사운드 등의 영향력도 느껴진다. 트랜스와 테크노적인 사운드도 많이 섞여 있다. 오즈릭은 라이브로 유명한 밴드이다. 길고 영상효과를 많이 사용하는 공연을 한다.
그들은 2012년 콜로라도에 있던 창고를 화재로 잃었다. 그래서 그동안 모아둔 아카이브도 타버렸고 팬들에게 보관중인 음원들을 공유해 달라는 요청을 하기도 했다. 초기 베이스였던 롤리 와인은 1999년 자살했다.

## 음반 목록

### 데모 음반
- Erpsongs (1985)
- Tantric Obstacles (1985)
- There Is Nothing (1986)
- Live Ethereal Cereal (1986)
- Sliding Gliding Worlds (1988)
- The Bits Between the Bits (1989)

### 오리지날 오즈릭 앨범
(Ed / Merv / Roly / Joie / John)
- Pungent Effulgent (1989)
- Erpland (1990)
- Strangeitude (1991)
  - Live Underslunky (1992)
- Jurassic Shift (1993)
- Arborescence (1994)

(Merv / Joie는 잇 스태틱을 결성)

### 2기 사운드 앨범
(Ed / John / Zia / Seaweed / Rad)
- Become the Other (1995)
- Curious Corn (1997)
  - Spice Doubt (1998)
- Waterfall Cities (1999)
  - Floating Seeds Remixed (1999)
- The Hidden Step (2000)
- Swirly Termination (2000)
  - Pyramidion (2001)
  - Live at the Pongmaster's Ball (2002)
- Spirals in Hyperspace (2004)

(Zia와 John은 접접ZubZub 결성)

### 3기 사운드 앨범
(Wynne Family : Ed / Brandi / Silas)
- The Floor's Too Far Away (2006)
  - Sunrise Festival (2008)
- The Yumyum Tree (2009)
- Paper Monkeys (2011)
  - Live in Pordenone, Italy (2013)
- Technicians of the Sacred (2015)
- Space for the Earth (2020)
- Lotus Unfolding (2023)